# Arrowhead device
Le Arrowhead device (dispositif Arrowhead) est une pointe de flèche miniature en bronze qui peut être portée sur les médailles et rubans de campagne, d'expédition et de service pour indiquer la participation à un débarquement d'assaut amphibie, un saut en parachute de combat, un débarquement d'assaut en hélicoptère ou un débarquement en planeur de combat par un militaire de l'armée de terre américaine (United States Army), de l'armée de l'air américaine (United States Air Force) ou de l'armée de l'espace américaine (United States Space Force),,.

## Critères
Un soldat, un aviateur ou un gardien doit être affecté ou rattaché en tant que membre d'une force organisée exécutant une mission tactique assignée. Le soldat, l'aviateur ou le gardien doit effectivement sortir d'un aéronef ou d'une embarcation pour obtenir un crédit d'assaut. Le crédit d'assaut individuel est directement lié à la décision de crédit d'assaut de combat de l'unité à laquelle le soldat, l'aviateur ou le gardien est rattaché ou affecté au moment de l'assaut. Si une unité se voit refuser l'assaut, aucun crédit d'assaut ne sera accordé aux soldats, aviateurs ou gardiens de cette unité.
Le port de la pointe de flèche doit être autorisé pour pouvoir être porté sur les rubans de suspension et de service de la médaille, et elle est placée à la droite des autres éléments des rubans, notamment le " V ", l'étoile de service (service star) de 3⁄16 pouces (4,8 mm) et l'étoile de campagne (campaign star) de 3⁄16 pouces. Depuis 2004, les médailles autorisées à porter la pointe de flèche sont les suivantes :
| Afghanistan Campaign Medal                     |
| Armed Forces Expeditionary Medal               |
| Global War on Terrorism Expeditionary Medal    |
| Iraq Campaign Medal                            |
| Inherent Resolve Campaign Medal                |
| Vietnam Service Medal                          |
| Korean Service Medal                           |
| European-African-Middle Eastern Campaign Medal |
| Asiatic-Pacific Campaign Medal                 |

## Source
- (en) Cet article est partiellement ou en totalité issu de l’article de Wikipédia en anglais intitulé « Arrowhead device » (voir la liste des auteurs).